# Серменок
Серменок — озеро на севере Тверской области России, расположенное на территории Осташковского района.
Находится примерно в 6 км к северо-западу от города Осташков. Лежит на высоте 205,6 метров. Озеро вытянуто с юго-запада на северо-восток. Площадь водного зеркала — 2,080 км². Из восточной части озера вытекает протока, впадающая в озеро Селигер. Площадь водосборного бассейна озера — 8,1 км². На западном берегу озера находится деревня Конец.

## Данные водного реестра
По данным государственного водного реестра России относится к Верхневолжскому бассейновому округу, водохозяйственный участок реки — Волга от Верхневолжского бейшлота до города Зубцов, без реки Вазуза от истока до Зубцовского гидроузла, речной подбассейн реки — бассейны притоков (Верхней) Волги до Рыбинского водохранилища. Речной бассейн реки — (Верхняя) Волга до Куйбышевского водохранилища (без бассейна Оки).
Код объекта в государственном водном реестре — 08010100411110000000442.